# Masamune-kun’s Revenge
Masamune-kun’s Revenge (jap. 政宗くんのリベンジ Masamune-kun no ribenji) – manga napisana przez Hazuki Takeokę i zilustrowana przez Tiv, publikowana na łamach magazynu „Gekkan Comic Rex” wydawnictwa Ichijinsha od października 2012 do czerwca 2018. Sequel, zatytułowany Masamune-kun no Revenge engagement, ukazywał się w magazynie internetowym „Comic Howl” od kwietnia do grudnia 2023.
Na podstawie mangi studio Silver Link wyprodukowało serial anime, który emitowano od stycznia do marca 2017. Drugi sezon był emitowany od lipca do września 2023.

## Bohaterowie
- Masamune Makabe (jap. 真壁 政宗 Makabe Masamune)

Seiyū: Natsuki Hanae 
- Aki Adagaki (jap. 安達垣 愛姫 Adagaki Aki)

Seiyū: Ayaka Ōhashi 
- Yoshino Koiwai (jap. 小岩井 吉乃 Koiwai Yoshino)

Seiyū: Inori Minase 
- Neko Fujinomiya (jap. 藤ノ宮 寧子 Fujinomiya Neko)

Seiyū: Suzuko Mimori 
- Tae Futaba (jap. 双葉 妙 Futaba Tae)

Seiyū: Azusa Tadokoro 
- Kojūrō Shuri (jap. 朱里 小十郎 Shuri Kojūrō)

Seiyū: Saori Hayami 
- Kanetsugu Gasō (jap. 雅宗 兼次 Gasō Kanetsugu)

Seiyū: Mitsuki Saiga 
- Muriel Besson (jap. ミュリエル・ベッソン Myurieru Besson)

Seiyū: Miku Itō 
- Frank Besson (jap. フランク・ベッソン Furanku Besson)

Seiyū: Yasuyuki Kase 

## Manga
Seria ukazywała się w magazynie „Gekkan Comic Rex” wydawnictwa Ichijinsha od 27 października 2012 do 27 czerwca 2018. Została opublikowana w 10 tankōbonach, wydanych między 27 kwietnia 2013 a 27 lipca 2018. Spin-off autorstwa Shinichiego Yūkiego, zatytułowany Masamune-kun no Re○○○ (jap. 政宗くんのリ○○○), był wydawany w magazynie „Gekkan Comic Rex” od 27 września 2016 do 27 lutego 2017. Został zebrany w jednym tankōbonie, wydanym 27 marca 2013. Krótka manga, zatytułowana Masamune-kun no Revenge After School (jap. 政宗くんのリベンジ), jest zbiorem historii pobocznych skupiających się na różnych postaciach. Została wydana w pojedynczym tankōbonie jako 11 tom głównej serii. Sequel, zatytułowany Masamune-kun no Revenge engagement, ukazywał się w magazynie internetowym „Comic Howl” od 26 kwietnia do 26 grudnia 2023. Został wydany w dwóch tankōbonach jako 12. i 13. tom głównej serii.
| Nr | Data wydania (język japoński) | ISBN (język japoński)  |
| -- | ----------------------------- | ---------------------- |
| 1  | 27 kwietnia 2013              | ISBN 978-4-7580-6372-2 |
| 2  | 27 lipca 2013                 | ISBN 978-4-7580-6403-3 |
| 3  | 27 marca 2014                 | ISBN 978-4-7580-6432-3 |
| 4  | 27 września 2014              | ISBN 978-4-7580-6471-2 |
| 5  | 27 kwietnia 2015              | ISBN 978-4-7580-6497-2 |
| 6  | 27 listopada 2015             | ISBN 978-4-7580-6552-8 |
| 7  | 27 czerwca 2016               | ISBN 978-4-7580-6590-0 |
| 8  | 27 stycznia 2017              | ISBN 978-4-7580-6641-9 |
| 9  | 5 lutego 2018                 | ISBN 978-4-7580-6706-5 |
| 10 | 27 lipca 2018                 | ISBN 978-4-7580-6730-0 |
| 11 | 26 kwietnia 2019              | ISBN 978-4-7580-6799-7 |
| 12 | 27 lipca 2023                 | ISBN 978-4-75808-436-9 |
| 13 | 26 grudnia 2023               | ISBN 978-4-75808-463-5 |

## Light novel
Jednotomowa light novel będąca adaptacją mangi, została wydana 20 grudnia 2013 nakładem wydawnictwa Ichijinsha. Została napisana przez Hazuki Takeokę i zilustrowana przez Tiv.

## Anime
23 czerwca 2016 ogłoszono, że seria otrzyma adaptację w formie telewizyjnego serialu anime. Została wyprodukowana przez studio Silver Link i wyreżyserowana przez Mirai Minato. Scenariusz napisała Michiko Yokote, postacie zaprojektowała Yūki Sawairi, rolę reżysera dźwięku pełnił Toshiki Kameyama, natomiast za produkcję muzyki odpowiadało Lantis. 12-odcinkowe anime było emitowane od 5 stycznia do 23 marca 2017 w stacjach Tokyo MX, AT-X i BS Fuji. 27 lipca 2018 został wydany odcinek OVA. Prawa do streamingu serii nabył Crunchyroll.
2 kwietnia 2022 zapowiedziano drugi sezon zatytułowany Masamune-kun’s Revenge R. Obsada i członkowie ekipy produkcyjnej powrócili do prac nad serialem. Początkowo premiera była zaplanowana na kwiecień 2023, ale później została opóźniona do 3 lipca ze względu na pandemię COVID-19 wpływającą na produkcję. Ostatni odcinek wyemitowano 18 września.

### Ścieżka dźwiękowa
| Seria          | Tytuł                   | Wykonawcy    | Źródło   |
| Czołówka       | Czołówka                | Czołówka     | Czołówka |
| -------------- | ----------------------- | ------------ | -------- |
| 1              | „Wagamama Mirror Heart” | Ayaka Ōhashi | [ 2 ]    |
| 2              | „Please, please!”       | Ayaka Ōhashi | [ 3 ]    |
| Napisy końcowe |                         |              |          |
| 1              | „Elemental World”       | ChouCho      | [ 2 ]    |
| 2              | „twilight little star”  | ChouCho      | [ 35 ]   |